# 由良三郎
由良 三郎（ゆら さぶろう、1921年10月14日 - 2004年4月3日）は、日本の推理作家、ウイルス学者。本名は吉野 亀三郎（よしの かめさぶろう）。別筆名に吉野義人。

## 略歴
東京府東京市京橋区銀座の老舗の小間物屋に生まれ、東京府立第一中学校、第一高等学校を経て東京帝国大学医学部卒業。一高時代は高木彬光との親交もあった。海外留学を経てウイルス学の研究者として実績をあげ、横浜市立大学医学部教授、東京大学医科学研究所教授を歴任。1982年定年退職。
1984年『運命交響曲殺人事件』でサントリーミステリー大賞を受賞。高木彬光と同じ世代でありながら、62歳でデビューし、その後10年ほど活躍した。若干古めかしいタイプの探偵小説の作家であった。著作にミステリのトリックを医学的に検証するなどした『ミステリーを科学したら』などのエッセイもある。
ウイルス学者としてはヘルペスウイルスの研究で知られ、日本ウイルス学会第29代会長（在任1981年度）などをつとめた。

## 著書

### 由良三郎 名義
- 『運命交響曲殺人事件』（文藝春秋） 1984、のち文春文庫
- 『黒白の幻影』（広済堂出版） 1984、のち双葉文庫
- 『殺人協奏曲ホ短調』（文藝春秋） 1985、のち文春文庫
- 『黄金蜘蛛の秘密』（広済堂出版） 1985
- 『ある化学者の殺人』（広済堂出版） 1985
- 『葬送行進曲殺人事件』（新潮社） 1985、のち新潮文庫
- 『象牙の塔の殺意』（新潮社） 1986、のち新潮文庫
- 『裏切りの第二楽章』(文藝春秋） 1987、のち文春文庫
- 『13は殺人の数字』（広済堂出版） 1987、のち双葉文庫
- 『円周率πの殺人』（光文社、カッパ・ノベルス） 1988、のち改題『人体密室の犯罪』(光文社文庫）
- 『白紙の殺人予告状』（広済堂出版） 1989、のち双葉文庫
- 『完全犯罪研究室』（新潮社） 1989、のち集英社文庫
- 『二重殺人トライアングル』（光文社） 1989、のち改題『偽装自殺の惨劇』(光文社文庫）
- 『悪魔の呼気』（天山出版） 1990、のち双葉文庫
- 『網走 - 東京殺人カルテ』（立風書房） 1990、のち集英社文庫
- 『魔炎』（双葉社） 1991、のち双葉文庫
- 『犯罪集中治療室』（立風書房） 1991、のち改題『殺人集中治療室』（祥伝社、祥伝社文庫）
- 『ミステリーを科学したら』（文藝春秋） 1991、のち文春文庫
- 『血液偽装殺人事件 DNA鑑定の死角』（光文社、カッパ・ノベルス） 1992、のち光文社文庫
- 『ミステリーの泣きどころ トリック・ワナの裏をかく』（ベストセラーズ） 1992
- 『血痕』（双葉社） 1993
- 『第六の殺人処方箋』（光文社、カッパ・ノベルス)  1995
- 『そいつァご挨拶だね』（立風書房） 1995
- 『聖域の殺人カルテ』（集英社文庫） 1996
- 『看護婦高山瑠美子の事件簿』（KSS出版） 1999
- 『バイアグラ殺人事件』（KSS出版） 1999

### 吉野亀三郎 名義
- 『最新 医微生物学』（桑原章吾, 正古良夫共著、文光堂） 1965
- 『医学英文語法』（医学書院） 1968
- 『ウイルスのはなし 伝染病やがんをおこす"生物でない病原体"』（同文書院） 1969
- 『ヘルペス』（講談社） 1977